# Distrito de Salcahuasi
El Distrito de Salcahuasi es uno de los 18 distritos que conforman la Provincia de Tayacaja, ubicada en el Departamento de Huancavelica, Perú.

## Historia
El distrito de Salcahuasi fue creado mediante Ley n.º 24694 del 18 de junio de 1987, en el gobierno del presidente Alan García.

## Centros poblados
- Centro poblado La Loma
- Centro poblado La Libertad de Huaccayrumi
- Centro poblado San Antonio
- Centro poblado Santa Cruz de Huamanmarca
- Centro poblado Daniel Hernández Morillo - Urpay
- Centro poblado La Libertad de Ampurco

## Autoridades

### Municipales
- 2023 - 2026[2]
  - Alcalde: Esteban Urbano Gutiérrez Ramos.
  - Regidores:

  1. Ricardo Ruminage Mercado Villanueva
  2. Soledad Mónica Puente Puente
  3. Percy Romero Campos
  4. Luz Karina Veliz Tapia
  5. Eduardo Puente Quispe

Alcaldes anteriores
2015 - 2018: Edwin Inocente Pariona

### Policiales
- Comisaría de Surcubamba

## Educación

### Instituciones educativas
- Secundaria
  - IE. Daniel Alcides Carrión
  - IE. José Santos Chocano
  - IE. Santa Isabel
  - IE. Jesús de Nazaret
  - IE. Antonio Brack

- Primaria
  - IE. 30970 Salcahuasi
  - IE. 31101 Garcilazo de la Vega - La Loma

## Economía
Principal fuente de ingreso es  la agricultura y ganadería.

## Gastronomía
Entre los platos típicos de la zona destacan la Sopa de Mondongo o sopa de mote,  La Pachamanca o Huatia, Picante de cuy.